# Hölö SK
Hölö SK (Hölö Sportklubb) var en innebandyklubb som startades 1981 i det lilla samhället Hölö (söder om Stockholm/Södertälje).
Klubben var framgångsrik, och förutom att spela i de högsta ligorna producerade man även ett antal världsspelare. Mest framgångsrik av dessa var Torbjörn Jonsson, som blev ett av Sveriges två första utlandsproffs då han i februari 1992 gick till schweiziska Alligator Malans.
Under början av 1990-talet gick klubben ihop med Södertälje IBK på grund av ekonomiska problem. De bildade tillsammans Hölö/Södertälje IBK, namnet byttes senare till Södertälje Rockets.